# Pułapka feromonowa

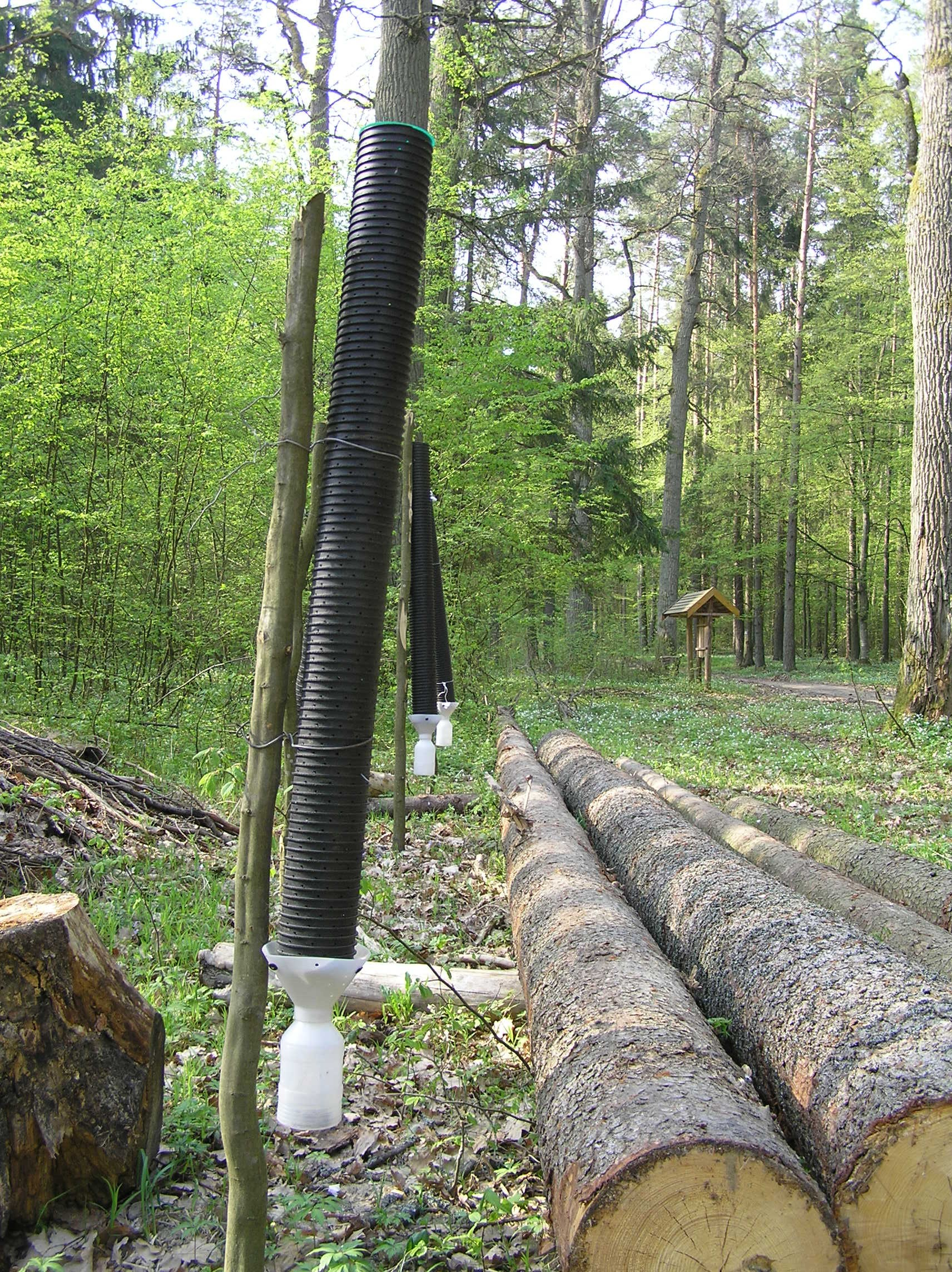
Feromonowa pułapka na korniki

Pułapka feromonowa – urządzenie, które dzięki wykorzystaniu wabiących substancji zapachowych o charakterze seksualnym lub żerowym może być wykorzystywane w ochronie lasu do ograniczenia liczebności szkodliwych owadów leśnych. 
Pułapki feromonowe spełniają też rolę prognostyczno-zwalczającą, gdyż po ilości złapanych osobników leśnicy są w stanie określić termin rójki szkodników oraz stopień zagrożenia dla lasu.

## Zasada działania
Pułapka taka to najczęściej specjalna skrzynka lub rura, w której umieszcza się środek wabiący owady - szkodniki. Atraktanty wyczuwane są przez owady z różnych odległości w zależności od gatunku, od kilkuset metrów do kilku kilometrów. Zwabione owady dostają się do wnętrza pułapki i wpadają do specjalnego pojemnika, skąd są systematycznie wybierane i niszczone lub na miejscu zatruwane. 
Substancje wabiące są niezwykle wybiórcze i oddziałują tylko na określony gatunek szkodnika. W przypadku motyli zazwyczaj stosuje się feromon płciowy wabiący samce, natomiast w przypadku korników jest to feromon żerowy (agregacyjny), który wabi obie płcie.